# Numbat Island
Numbat Island ist eine kleine Insel vor der Küste des ostantarktischen Enderbylands. Sie liegt unmittelbar östlich von Pinn Island in der Caseybucht.
Luftaufnahmen der Australian National Antarctic Research Expeditions aus dem Jahr 1956 dienten ihrer Kartierung. Das Antarctic Names Committee of Australia benannte sie nach dem Numbat, einer in Australien beheimateten Beuteltierart.